# Andrej Šporn
Andrej Šporn (Kranj, 1. prosinca 1981.) umirovljeni je slovenski alpski skijaš.
Šporn je dva puta sudjelovao na olimpijskim igrama i to 2002. i 2010. godine.
Njegov najveći uspjeh je drugo mjesto u Svjetskom skijaškom kupu ostvareno u austrijskome Kitzbühelu u spustu 2010. godine.

## Vanjske poveznice
- Statistike na stranicama FIS-a  Arhivirana inačica izvorne stranice od 11. ožujka 2010. (Wayback Machine)